# Demonax acutipennis
Demonax acutipennis es una especie de insecto coleóptero de la familia Cerambycidae. Estos longicornios son endémicos de Borneo (Indonesia).
Mide unos 9,6 mm.